# Avenue du Ranelagh
Pour les articles homonymes, voir Ranelagh.
Ne doit pas être confondu avec Rue du Ranelagh ou Square du Ranelagh.
L'avenue du Ranelagh est une voie du 16e arrondissement de Paris, en France.

## Situation et accès

Plan du jardin du Ranelagh. L'avenue est au centre.

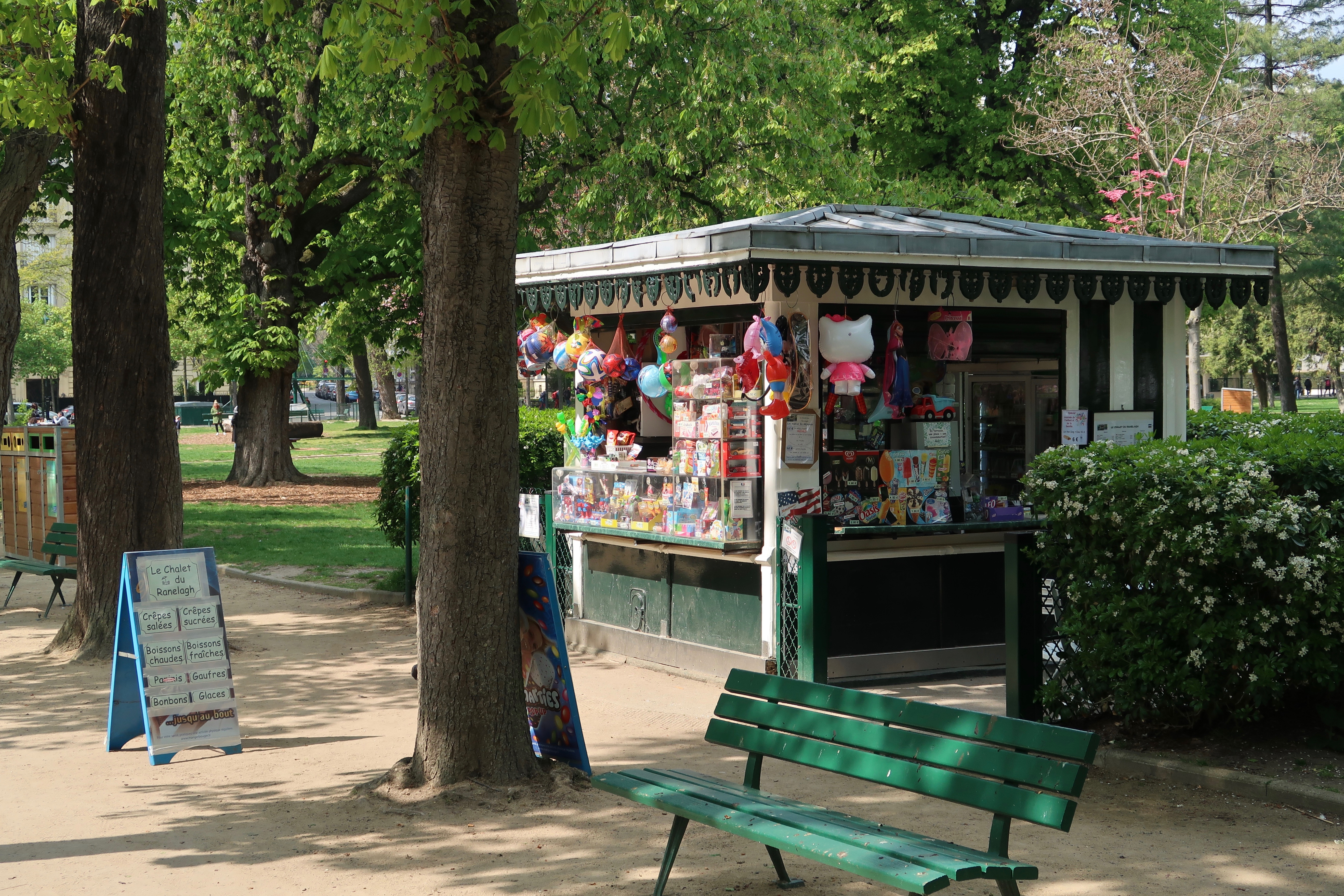
Kiosque de jouets et de friandises, le long de l'avenue.

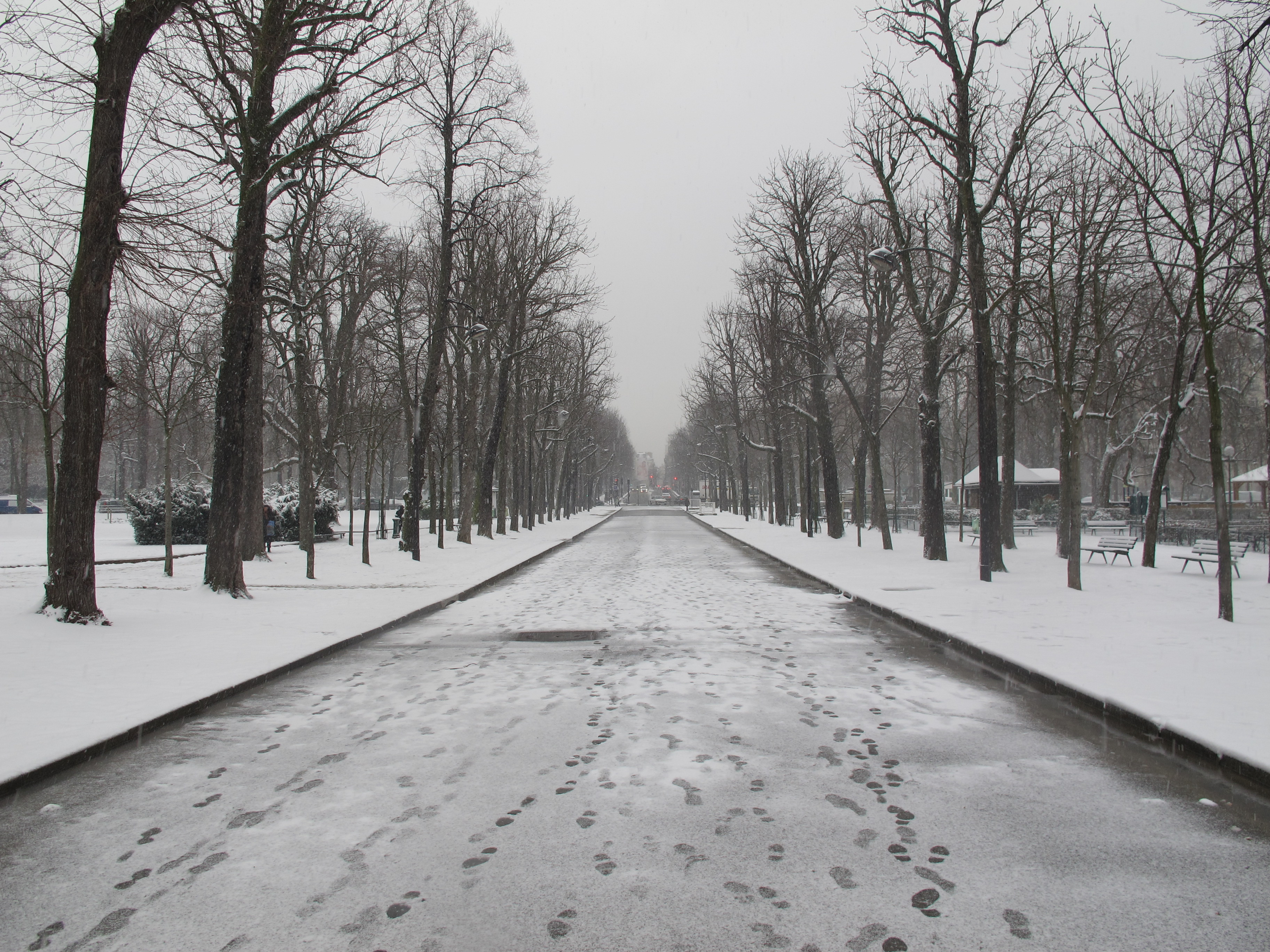
L'avenue sous la neige.

L'avenue du Ranelagh est une voie piétonne située dans le 16e arrondissement de Paris. Elle débute au carrefour de la chaussée de la Muette, l'avenue Ingres et l'avenue Prudhon et se termine avenue Raphaël. L'avenue du Ranelagh se trouve dans l'axe de la chaussée de la Muette, qu'elle prolonge en direction ouest ; elle traverse le jardin du Ranelagh, qu'elle découpe ainsi en deux parties.
Le quartier est desservi par la ligne 9 aux stations La Muette et Ranelagh.

## Origine du nom
Elle porte ce nom car elle est située dans le jardin du Ranelagh. Située en son cœur, elle n'est donc pas lotie d'immeubles.

## Historique
Cette avenue, autrefois sise sur le territoire de l'ancienne commune de Passy, est ouverte par la Ville de Paris sur des terrains détachés du bois de Boulogne.

## Bâtiments remarquables et lieux de mémoire
- Jardin du Ranelagh.